# Carroll County (Illinois)
Das Carroll County ist ein County im US-amerikanischen Bundesstaat Illinois. Im Jahr 2010 hatte das County 15.387 Einwohner und eine Bevölkerungsdichte von 13,4 Einwohnern pro Quadratkilometer. Der Verwaltungssitz (County Seat) ist Mount Carroll.

## Geografie
Das County liegt im Nordwesten von Illinois und hat eine Fläche von 1206 Quadratkilometern, wovon 56 Quadratkilometer Wasserfläche sind. Die westliche Countygrenze ist auch gleichzeitig die Grenze zum Bundesstaat Iowa und ist natürlich durch den Mississippi River bestimmt. An das Carroll County grenzen folgende Nachbarcountys:
| Jo Daviess County     |                                             | Stephenson County |
| Jackson County (Iowa) | Kompassrose, die auf Nachbargemeinden zeigt | Ogle County       |
| Clinton County (Iowa) | Whiteside County                            |                   |

## Geschichte

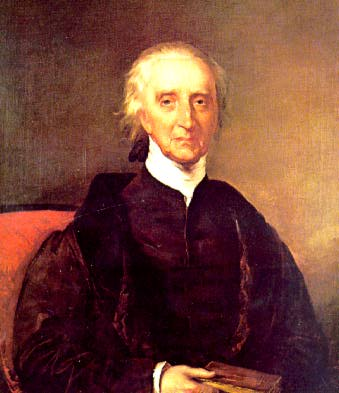
Charles Carroll

Das Carroll County wurde 1838 aus ehemaligen Teilen des Jo Davies County gebildet. Benannt wurde es nach Charles Carroll (1737–1832), einem Großgrundbesitzer und Politiker aus Maryland und einzigem katholischen Unterzeichner der Unabhängigkeitserklärung der USA.

Die Entscheidung das County nach ihm zu benennen, traf Issac Chambers, der erste Siedler in diesem Gebiet. Die wirkliche Besiedlung begann erst, nachdem die Emmert, Halderman & Co. die erste Sägemühle auf dem Gebiet von Mount Carroll erbauten und damit Arbeitsplätze erschufen. Das geschlagene Holz wurde über den angrenzenden Mississippi abtransportiert. Nachdem die ersten Holzhütten durch die Gesellschaft für die Mitarbeiter gebaut worden waren, wurden 1844 die ersten öffentlichen Gebäude gebaut. Im gleichen Jahr kam auch Joe Miles, der erste Jurist, in diese Gegend und eröffnete eine Handelsstation, sowie die erste Poststation. 1869 wurde die erste reguläre Schule mit 5 Unterrichtsräumen und 5 Lehrkräften in Betrieb genommen.

## Demografische Daten
Nach der Volkszählung im Jahr 2010 lebten im Carroll County 15.387 Menschen in 6.969 Haushalten. Die Bevölkerungsdichte betrug 13,4 Einwohner pro Quadratkilometer. In den 6.969 Haushalten lebten statistisch je 2,22 Personen.
Ethnisch betrachtet setzte sich die Bevölkerung zusammen aus 96,9 Prozent Weißen, 0,8 Prozent Afroamerikanern, 0,3 Prozent amerikanischen Ureinwohnern, 0,3 Prozent Asiaten sowie aus anderen ethnischen Gruppen; 1,1 Prozent stammten von zwei oder mehr Ethnien ab. Unabhängig von der ethnischen Zugehörigkeit waren 2,8 Prozent der Bevölkerung spanischer oder lateinamerikanischer Abstammung.
20,5 Prozent der Bevölkerung waren unter 18 Jahre alt, 58,3 Prozent waren zwischen 18 und 64 und 21,2 Prozent waren 65 Jahre oder älter. 49,9 Prozent der Bevölkerung war weiblich.

Das jährliche Durchschnittseinkommen eines Haushalts lag bei 41.578 USD. Das Prokopfeinkommen betrug 24.904 USD. 13,2 Prozent der Einwohner lebten unterhalb der Armutsgrenze.

## Orte im Carroll County
Citys
- Lanark
- Mount Carroll
- Savanna

Villages
- Chadwick
- Milledgeville
- Shannon
- Thomson

Unincorporated Communities
| - Argo Fay - Arnold - Ashdale Junction - Ayers - Blackhawk - Burke | - Center Hill - Daggetts - Ebner - Elkhorn Grove - Fair Haven - Fay | - Georgetown - Hazelhurst 1 - Hickory Grove - Hitt - Ideal - Kittredge | - Lake Carroll - Marcus - Polsgrove - South Elkhorn - Wacker - Zier Cors |

## Gliederung
Das Carroll County ist in zwölf Townships eingeteilt:
| Township                        | Einwohner (2010) | FIPS     |
| ------------------------------- | ---------------- | -------- |
| Cherry Grove - Shannon Township | 1485             | 17-12996 |
| Elkhorn Grove Township          | 229              | 17-23321 |
| Fairhaven Township              | 910              | 17-24881 |
| Freedom Township                | 695              | 17-27832 |
| Mount Carroll Township          | 2279             | 17-50894 |
| Rock Creek-Lima Township        | 1976             | 17-64892 |

| Township            | Einwohner (2010) | FIPS     |
| ------------------- | ---------------- | -------- |
| Salem Township      | 348              | 17-67210 |
| Savanna Township    | 3729             | 17-67834 |
| Washington Township | 356              | 17-79020 |
| Woodland Township   | 280              | 17-83076 |
| Wysox Township      | 1366             | 17-83700 |
| York Township       | 1734             | 17-83908 |

| Washington Woodland Freedom Cherry Grove- Shannon Rock Creek- Lima Elkhorn Grove Wysox Fairhaven York Savanna Mount Carroll Salem |